# Telorta falcipennis
Telorta falcipennis är en fjärilsart som beskrevs av Charles Boursin 1958. Telorta falcipennis ingår i släktet Telorta och familjen nattflyn. Inga underarter finns listade i Catalogue of Life.